# BOØWY
BOØWY는 일본의 록 밴드이다. 그룹명은 한자어 '暴威(폭위)'에서 따온 것이고, 데이비드 보위와는 관련이 없다.

## 발자취
1980년 밴드를 결성했다.
1987년 12월 24일에 해체했다.
1988년 4월 4~5일 도쿄 돔에서 마지막 라이브를 개최했다.

## 개요
1981년, 군마현 출신의 히무로 쿄스케, 호테이 도모야스, 마츠이 쓰네마쓰를 중심으로 결성된다. 첫 라이브 후 다카하시 마코토가 가입하고 1982년 데뷔. 처음에는 6인조였으나 같은 해 2명의 멤버가 탈퇴, 이후에는 해산까지 4인조로 활동한다.
8 비트를 기조로 팝이기도 하면서 날카로운 엣지가 있는 강한 락 사운드와 장폴 고티에를 무대 의상에 사용하거나 오늘의 락씬에서는 당연시되는 높게 세운 헤어스타일 등 참신한 비주얼 등이 많은 지지를 받았으며, 5번째 앨범 "BEAT EMOTION"과 6번째 앨범 "PSYCHOPATH"는 당시의 락 밴드의 앨범으로는 이례적인 밀리언 셀러를 기록했다. 싱글도 1987년 "MARIONETTE"가 첫 등장 1위를 기록하며 명실 상부한 최고 밴드에 올랐다.
그러나 절정에 있던 1987년 12월 24일 해체를 선언. 이 갑작스런 사건은 팬들에게 큰 충격을 주었다. 이듬해 1988년 4월 4일, 5일 도쿄돔에서 실시한 "LAST GIGS"에서 밴드 활동에 종지부를 찍는다. 이 라이브의 티켓은 불과 10분만에 매진, 분쿄구 전화 회선이 펑크 나는 사태도 일어나는 등 일련의 흐름에서 BOØWY의 인기는 사회 현상으로까지 발전했다. 그 다음달에 출시된 "LAST GIGS"는 라이브 앨범으로서는 이례적일 만큼 150만장의 세일즈를 기록하였다.
그 음악성, "누구와도 비슷하지 않다", "어디에도 속하지 않는" 밴드 스타일, 미디어를 거의 이용하지 않는 강한 자세, 참신한 비주얼, 절정기의 해산 이후에 발생 밴드 붐의 주동자가 되어 전국 수 많은 락 키즈를 낳는 등 BOØWY가 미친 영향은 절대적이다. 해산 후에도 베스트 앨범과 미발표 음원이 출시되었을 때 항상 차트 상위권에 랭크하고, 오늘날에도 일본의 락 씬에 변혁을 가져온 밴드로서 그 지위를 확고히 하고 있다.
음악 잡지에서 종종 "BOØWY 이전" "BOØWY 이후"라고 표기되고, 그들의 추종자라는 밴드와 뮤지션도 많이 등장하고 있다.

## 멤버
- 히무로 교스케
다이고의 데뷔 곡 〈MARIA〉, KAT-TUN에게 〈Keep The Faith〉를 제공하기도 했다.
- 호테이 도모야스
영화 킬 빌의 OST에도 참가했다.
- 마쓰이 쓰네마쓰
- 다카하시 마코토